# Selviria matogrossoensis
Selviria matogrossoensis är en skalbaggsart som beskrevs av Zdzisława Stebnicka 1999. Selviria matogrossoensis ingår i släktet Selviria och familjen Aphodiidae. Inga underarter finns listade i Catalogue of Life.